# Uchucchacuaite
L'uchucchacuaite è un minerale.